# Fédération des Verts
Pour les articles homonymes, voir Verdi (homonymie) et FDV.
 (mars 2017).
Si vous disposez d'ouvrages ou d'articles de référence ou si vous connaissez des sites web de qualité traitant du thème abordé ici, merci de compléter l'article en donnant les références utiles à sa vérifiabilité et en les liant à la section « Notes et références ».
La Fédération des Verts ou FdV (en italien : Federazione dei Verdi, abrégé en I Verdi (« les Verts »)) est un ancien parti politique italien écologiste et pacifiste.
Cette fédération est membre du Parti vert européen.
La fédération dispose d’un député européen, Marco Affronte, élu comme Mouvement 5 étoiles en 2014 et avait obtenu deux députés européens (sur 78) en juin 2004 : Monica Frassoni, coprésidente du groupe parlementaire des Verts et Sepp Kusstatscher (en) et les Verts ont dépassé ce faisant 802 502 voix (2,5 %) — mais depuis les 13 et 14 avril 2008, les Verts ne disposent plus du moindre parlementaire national, à la suite de l’échec électoral de la Gauche - l'Arc-en-ciel à laquelle ils participaient.
Son dirigeant était alors Grazia Francescato à la suite d’une débâcle interne au parti sur la question de l’après-élections.
Il était membre de l’alliance électorale de L'Olivier (mais pas de la fédération du même nom). Il fait suivre son nom de la mention L’Unione (en référence à L’Union pour L’Olivier).
Cette fédération résulte de la fusion des Verdi proprement dits et des Verdi Arcobaleno (Verts Arc-en-ciel) qui se présentèrent séparément aux élections européennes de 1989 en obtenant un total de 5 députés (3+2). En décembre 1990, à Castrocaro Terme, la fusion en une fédération unique (Federazione dei Verdi) est complétée après que la Federazione delle Liste Verdi et i Verdi Arcobaleno avaient précédemment rejoint le même groupe au Parlement européen.
La fédération participe aux élections européennes de 2019 dans la coalition Europe verte et fusionne avec celle-ci en juillet 2021.

## Chronologie
La Fédération naît le 9 décembre 1990, lors d'une assemblée nationale du mouvement écologiste qui acte la fusion entre la Fédération des listes vertes (FLV) — premier parti écologiste italien, formé au niveau national en 1986 — et Les Verts Arc-en-ciel (VA), issus de la Démocratie prolétarienne (DP) et du Parti radical (PR). À cette époque, les écologistes italiens totalisent 13 députés, deux sénateurs et cinq députés européens.
En 1991, Notizie Verdi, hebdomadaire, puis bimensuel, devient l’organe officiel de la fédération.
En 1992, les Verts obtiennent 2,8 % (16 députés et 4 sénateurs). En 1994, alors que le système proportionnel n’est plus en vigueur, les Verts se présentent dans l’alliance de gauche des Progressisti, obtenant 11 députés et 7 sénateurs (2,7 % des voix).
Toujours en 1994, encore 3 députés au Parlement européen (3,2 % - Carlo Ripa di Meana, Adelaide Aglietta et Alexander Langer, à son décès remplacé par Gianni Tamino).
En 1996, dans la coalition de L'Olivier, sont élus 14 députés et 14 sénateurs : à la proportionnelle, ils ont obtenu 2,5 % — le meilleur résultat jamais obtenu par le Soleil qui rit. En mai de la même année, première participation au gouvernement avec un ministre et quatre secrétaires d’État.
En 1999, un léger revers électoral, avec seulement deux députés au Parlement européen : 1,8 % et seuls Giorgio Celli et l’alpiniste Reinhold Messner sont élus.
2000 : du 21 au 23 janvier se déroule à Chianciano Terme, l’Assemblée constituante, à laquelle adhérent plus de 10 000 membres. Grazia Francescato est élue présidente de la Fédération. Le conseil exécutif comprend : Alfonso Pecoraro Scanio, Paolo Cento, Nicola Adamo, Fiorello Cortiana, Stefano Boco, Luciano Berarducci, Marco Lion.
La même année, les Verts obtiennent 2,4 % des voix malgré le recul de la gauche.
Actuellement la fédération compte 17 000 membres et 600 élus. En plus d’un président de province (celui de Naples), les Verts dirigent 25 mairies.
Le 13 mai 2001, les élus au Parlement sont alliés aux Socialistes démocrates italiens (SDI) sous le nom de Girasole (tournesol) (commission parlementaire) — les élus Verts sont :
 (novembre 2018).
- à la Chambre des députés : Marco Boato (I Comm. Affari Costituzionali) ; Mauro Bulgarelli (XIII Comm. Agricoltura) ; Paolo Cento (II Comm. Giustizia  e Vicepresidente) ; Laura Cima (III Comm. Affari Esteri e comunitari) ; Marco Lion (X Comm. Attività Produttive commercio e turismo) ; Alfonso Pecoraro Scanio (VIII Comm. Ambiente territorio e lavori pubblici) ;  Carla Rocchi (V Comm. Bilancio tesoro e programmazione) ; Luana Zanella (XII Comm. Affari Sociali).
- au Sénat : Stefano Boco (IV Comm. Difesa) ; Francesco Carella (XII Comm. Sanità) ; Fiorello Cortiana (VII Comm. Istruzione Segretario) ; Loredana De Petris (IX Comm. Agricoltura) ; Anna Donati (VIII Comm. Lavori Pubblici Segretario) ; Francesco Martone (III Comm. Affari esteri e VI Comm. Finanze e tesoro) ;  Natale Ripamonti (V Comm. Bilancio e XI Comm. Lavoro) ; Sauro Turroni (I Comm. Affari Costituzionali e XIII Comm. Ambiente Vicepresidente) ; Giampaolo Zancan (II Comm. Giustizia -Vicepresidente).

### Élections politiques de 2006
Aux élections politiques de 2006, les Verdi obtiennent 2,1 % des voix et 16 députés à la Chambre, ainsi que 6 sénateurs élus en alliance avec le Parti des communistes italiens et l’Union des consommateurs.

### Élections politiques de 2008
En 2008, une nouvelle coalition se présente aux élections politiques ; elle rassemble, sous le nom de La Gauche - l'Arc-en-ciel, la Fédération des Verts, le Parti de la refondation communiste, le Parti des communistes italiens et la Gauche démocrate. Mais cette coalition dépasse à peine les 3 % des voix et n’obtient aucun parlementaire.
En mars 2009, la Fédération se rapproche des forces de la Gauche démocratique et fonde avec elles, Gauche et liberté, une alliance électorale pour les élections européennes de juin 2009.

### L’après-élections 2008
L’échec des élections a conduit au remplacement du leader, Pecoraro Scanio, et c’est Grazia Francescato qui a été élue présidente en juillet 2008 avec pour mandat de faire entrer à nouveau les Verts au sein du parlement.

### 2013 et 2014
Après n'avoir obtenu aucun élu en 2013, alliée à Révolution civile, naît le mouvement Green Italia en juin 2013. Les Verts s'y associent pour réussir à présenter des listes lors des élections européennes de 2014. La Cour de cassation autorise la présentation de ces listes bien qu'elles n'aient pas recueilli les signatures nécessaires, en raison de l'existence de députés européens.

### 2016
Avec l'adhésion de Cristina De Pietro (it), sénatrice élue avec le Mouvement 5 étoiles, les Verts retrouvent un parlementaire.